# Königin-Luise-Schule (Königsberg)

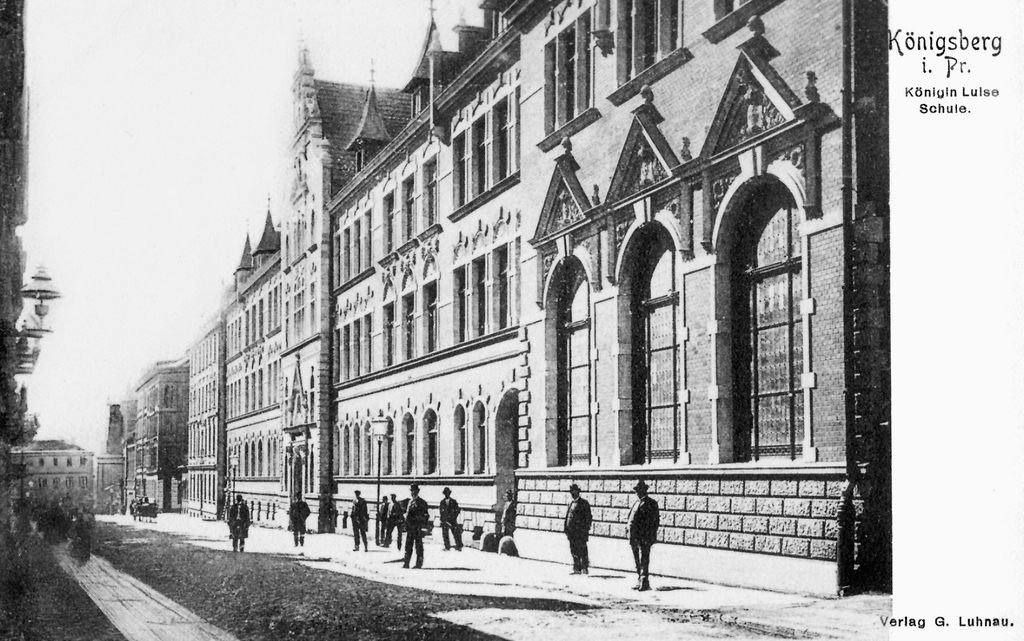
Königin-Luise-Schule

Die Königin-Luise-Schule war ein Mädchengymnasium in Königsberg i. Pr.

## Geschichte
Der Superintendent Johann G. Weiß eröffnete 1811 in der Brodbänkenstraße eine private Töchterschule. Sie wurde 1817 von der Stadt übernommen und in das ehemalige Pauperhaus am Danziger Keller verlegt. Als Sautersche Schule zog sie 1867 in das frühere Gebäude des Kneiphöfisches Gymnasium am Königsberger Dom. 1901 bezog sie als Königin-Luise-Schule einen Neubau in der Landhofmeisterstraße. Hier hatte das Haus der Landhofmeister Johann Ernst von Wallenrodt und Friedrich Gottfried von der Groeben gestanden, in dem Königin Luise 1798 wohnte. 1907 wurde der Königin-Luise-Schule eine realgymnasiale Studienstufe angegliedert. Seit 1908 wirkte Alfred Walsdorff (1881–1965) als Oberlehrer an der Schule. Wie kein anderer setzte er sich dafür ein, dass der Frau die gleiche Bildung wie dem Mann ermöglicht wurde. 1913 hatte die Schule 26 Klassen in 5 verschiedenen Schulsystemen mit 768 Schülerinnen. Das Oberlyzeum mit der Frauenschule wurde abgetrennt und in die Friedrichstraße verlegt.

## Direktoren

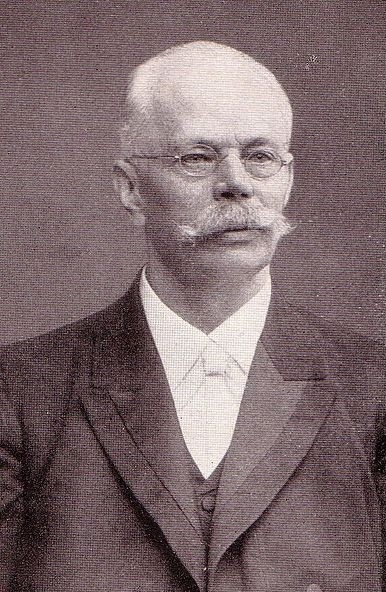
Carl Heinrich

- Julius Leopold Sauter (1841)[2]
- Carl Heinrich (1884)[3]
- Hermann Jantzen (1905)
- Eduard Loch (1913)[3]
- Erhard Roß (1933–1945)